# Михалково (Грязовецкий район)
Михалково — деревня в Грязовецком районе Вологодской области.
Входит в состав Вохтожского муниципального образования, с точки зрения административно-территориального деления — в Вохтогский сельсовет.
Расстояние по автодороге до районного центра Грязовца — 63,5 км, до центра муниципального образования Вохтоги — 5 км. Ближайшие населённые пункты — Белово, Целенниково, Нижняя Пустынь, Аксеново, Строево.
По переписи 2002 года население — 10 человек.